# سعاد فارس
سعاد فارس (بالإنجليزية: Souad Faress)‏ ممثلة غانية من أصل عربي (ولدت يوم 25 مارس من العام 1948 في أكرا ، غانا) من أب سوري وأم ايرلندية 

## روابط خارجية
- سعاد فارس على موقع IMDb (الإنجليزية)
- سعاد فارس على موقع قاعدة بيانات الفيلم (الإنجليزية)